# Controvérsias sobre a Copa do Mundo FIFA de 2022
A concessão da Copa do Mundo de 2022 da FIFA no Catar criou uma série de preocupações e controvérsias a respeito tanto da adequação do Catar como país no acolhimento e na equidade da Federação Internacional de Futebol Associação (FIFA) em seu processo de licitação. A crítica feita a partir de uma série de meios de comunicação, especialistas esportivos e grupos de direitos humanos em destaque é que há problemas como a história limitada do futebol catari, o alto custo esperado, o clima local e os direitos humanos no Catar. Houve inúmeras alegações de suborno entre o comitê de candidatura do Catar e membros da Fifa e executivos. Vários membros da FIFA desde então, afirmaram que a decisão de ceder do torneio para Catar foi um "erro", incluindo Theo Zwanziger e presidente Sepp Blatter.

## Clima
Como a Copa do Mundo ocorre geralmente durante o verão do hemisfério norte, o clima no Catar era uma preocupação devido as temperaturas chegarem a mais de 50 °C (122 °F). Dois médicos do Catar especialistas em esportes que deram uma entrevista em novembro de 2010 ao Catar Today disseram que o clima seria um problema pois iria "afetar os níveis de desempenho a partir de um ponto de vista da saúde" dos atletas profissionais, especificamente jogadores de futebol e que "o tempo de recuperação entre os jogos seria maior" do que em um clima temperado e que, no campo de jogo, "mais erros seriam cometidos". Além disso, um dos médicos disse que "aclimatação total (para o clima do Catar) é impossível". A equipe de inspeção para avaliar quem as sedes o torneio, disse que o Catar é de "alto risco" devido ao clima. O presidente da FIFA, Joseph Blatter, inicialmente rejeitou as críticas, mas em setembro de 2013, disse o Comitê Executivo da Fifa avaliaria a viabilidade de um evento de inverno ao invés de no verão.

### Provisões dentro estádios
Presidente-executivo da Copa no Catar, Hassan al-Thawadi disse que "o calor não é e não será um problema." O site da Copa do Mundo no Catar explicita que:
"Cada um dos cinco estádios vai aproveitar o poder dos raios do sol para fornecer um ambiente fresco para jogadores e fãs através da conversão de energia solar em eletricidade que será, então, usado para resfriar os fãs e jogadores nos estádios. Quando os jogos não estiverem ocorrendo, as instalações solares nos estádios vão exportar energia para a rede elétrica. Durante as partidas, os estádios vão tirar a energia da rede. Esta é a base para o carbono-zero dos estádios. Junto com os estádios, nós planejamos fazer tecnologias de resfriamento que desenvolvemos disponível para outros países em climas quentes, para que eles também possam receber grandes eventos esportivos."
Este método de técnicas de arrefecimento é teoricamente capaz de reduzir as temperaturas de 50-27 °C (122-81 °F). A comissão de licitação também propõe o uso de tais tecnologias de refrigeração nas fan zones, campos de treino e passarelas entre estações de metrô e estádios. Isso também virá com o problema de um custo maior para o Catar.

### Copa do Mundo de Inverno
A noção de encenar o torneio no inverno foi controversa; Blatter disse que o torneio não terá lugar em Janeiro ou Fevereiro, porque pode entrar em conflito com os Jogos Olímpicos de Inverno de 2022, enquanto outros expressaram preocupações sobre um evento de novembro ou dezembro, porque pode entrar em conflito com a temporada do Natal (embora O Catar seja predominantemente muçulmano, os jogadores de futebol no torneio são predominantemente cristãos). A Premier League expressou preocupação com a transferência do torneio para o inverno do hemisfério norte, pois poderia interferir com as ligas locais. O Presidente da UEFA, Greg Dyke, disse, logo depois que entrou de férias em 2013, que estava aberto a qualquer outro torneio de inverno ou transferir o torneio para outro país. O executivo membro do comitê da FIFA Theo Zwanziger disse que a concessão da Copa do Mundo de 2022 para o estado deserto do Catar foi um "erro grosseiro" e que qualquer mudança potencial para um evento de inverno seria não administrável devido ao efeito sobre os principais campeonatos nacionais europeus. Em outubro de 2013, um grupo de trabalho foi encomendado para considerar datas alternativas, e apresentar um relatório após a Copa do Mundo de 2014 no Brasil. No início de 2014, o secretário-geral da FIFA, Jerome Valcke apareceu para antecipar isso, dizendo: "Francamente, eu acho que vai acontecer entre 15 de novembro e o final de dezembro, porque é quando o clima é mais favorável. É mais como a primavera na Europa ". Como alternativa, uma outra opção para combater problemas de calor seria mudar a data da Copa do Mundo para o inverno do hemisfério norte, quando o clima no Catar seria ameno. No entanto, isto se provou tão problemático devido atrapalhar o calendário de uma série de campeonatos nacionais, particularmente na Europa.
Franz Beckenbauer, membro do comitê executivo da Fifa, disse que o Catar poderia ser autorizado a sediar a Copa do Mundo de 2022 no inverno. Ele justificou sua proposta alegando que Catar pouparia dinheiro, que de outra forma eles teriam gasto no resfriamento dos estádios. Beckenbauer disse: "Deve-se pensar em outra solução. Em janeiro e fevereiro vocês tem uns confortáveis 25 ° C (77 ° F) lá", disse ele. "Catar ganhou meu o voto e merece uma chance justa como a primeira sede da copa no Oriente Médio". Em uma cerimônia no Catar marcando para a ocasião de ter sido premiado com a Copa do Mundo, o presidente da FIFA, Joseph Blatter, mais tarde concordou que esta sugestão era plausível, mas a Fifa mais tarde esclareceu que qualquer alteração a partir da posição de oferta de um jogos de junho/julho seria para a associação de acolhimento para consultar novamente o comitê gestor. Beckenbauer viria a receber uma proibição de 90 dias a partir de qualquer atividade relacionada ao futebol da FIFA depois de se recusar a cooperar na investigação de suborno.
A sugestão de realização da Copa durante o inverno da Europa foi ainda impulsionado pelo presidente da UEFA, Michel Platini, indicando que ele estava pronto para reorganizar as competições europeias de clubes para tal. O presidente da FIFA Sepp Blatter também disse que, apesar de estádios com ar-condicionado o evento é mais do que os jogos em si e envolve outros eventos culturais. Neste sentido, ele questionou se os fãs e os jogadores poderiam tomar parte da festividade nas temperaturas do verão.
Em setembro de 2013, foi alegado que a FIFA tinha mantido conversações com empresas de radiodifusão sobre a decisão de mudar a data da Copa do Mundo, uma vez que isso poderia causar potenciais conflitos com outros programas de televisão agendada. A Fox Broadcasting Company, que pagou US $ 425 milhões para o direito de transmitir tanto as Copas do Mundo de 2018 quanto a de 2022, mais tarde expressou raiva sobre o interrupção de temporada possível, pois isso iria colidir com aquela temporada anual da NFL, que acontecem durante o inverno. A rede disse que comprou os direitos e que no contrato constava que qualquer mudança de data caberia uma indenização.

## Custo
Segundo algumas estimativas, a Copa do Mundo vai custar Catar aproximadamente £ 138000000000 (US $ 220 bilhões). Isso é cerca de 60 vezes os 3.500 milhões dólares americanos que a África do Sul gastou na Copa do Mundo FIFA de 2010. Dr Nicola Ritter, analista jurídico e financeiro alemão, disse à cúpula um dos investidores, realizada em Munique que 107000000000 £ seria gasto em estádios e instalações, além de um adicional £ 31000000000 em infra-estrutura de transportes. Ritter disse £ 30000000000 seriam gastos na construção de estádios com ar condicionado, £ 48000000000 em instalações de treinamento e alojamento para jogadores e fãs. Uma outra quantia de £ 28000000000 seria gasta na criação de uma nova cidade chamada Lusail que cercaria o estádio que vai sediar a abertura e partidas finais do torneio. De acordo com um relatório divulgado em abril de 2013, mediante a Merrill Lynch; a divisão de banca de investimento do Bank of America, os organizadores no Catar tenha solicitado FIFA para aprovar um número menor de estádios devido aos custos crescentes. Bloomberg.com disse que o Catar pretende reduzir o número de locais para 8 ou 9 a partir do 12 originalmente planejados. Um relatório divulgado em 9 de dezembro de 2010 o presidente da FIFA citou Sepp Blatter afirmando que os países vizinhos do Catar poderiam sediar algumas partidas durante a Copa do Mundo. No entanto, nenhum país específico foi especificado no relatório. Blatter acrescentou que qualquer decisão deve ser tomada pelo Catar em primeiro lugar e, em seguida, aprovado pelo comitê executivo da Fifa. O príncipe Ali Bin Al Hussein da Jordânia disse à Australian Associated Press que a realização dos jogos no Barém, Emirados Árabes Unidos e possivelmente a Arábia Saudita iria ajudar a incorporar os povos da região durante o torneio.

## Questões culturais e políticas

### A relevância do futebol no Catar
Quando foi escolhido como sede do torneio, o Catar era a 113ª seleção do mundo no Ranking da FIFA, e nunca havia se classificado para a Copa do Mundo antes. O mais distante que a equipe já progrediu foi na Copa da Ásia quando foi para as quartas-de-final em 2000 e 2011 (a última a qual eles foram anfitriões). O prêmio de maior prestígio da equipe catari foi a Copa do Golfo de Nações que ganhou duas vezes (onde em ambos os casos foi anfitrião). O Catar será o menor país a sediar a Copa do Mundo (menor do que a Suíça) e, a partir de 2010, tinha uma população permanente de menos de um milhão de pessoas, menos do que a população de 1,7 milhões Uruguai em 1930, quando sediou o torneio. Estes fatos levaram alguns a questionarem a força da cultura do futebol no Catar e se isso o tornaria inadequado para receber a Copa do Mundo.
A equipe nacional do Catar é conhecida por naturalizar jogadores de nações estrangeiras.

### Álcool
Hassan Abdulla al Thawadi, presidente-executivo da Copa do Mundo de 2022 no Catar disse que no estado islâmico seria também permitido o consumo de álcool durante o evento. Fan zones específicas seriam estabelecidas onde o álcool poderia ser comprado. Apesar de expatriados poderem comprar álcool e algumas empresas podem vender álcool com uma licença, beber em público não é permitido, pois sistema jurídico do Catar é baseado na lei sharia.

### Seleção israelense
O chefe da delegação do Catar afirmou que se Israel se classificasse para aquela Copa do Mundo, eles poderiam competir com outros times, apesar do governo do Catar não ter embaixada em Israel.

### Relações diplomáticas tensas com os vizinhos
Em dezembro de 2017, o mídia mexicano Record acredita que a Fifa poderia retirar a organização da Copa do Mundo no Catar por causa do impacto potencial da crise diplomática de junho de 2017 entre o emirado e seus vizinhos.

## Direitos humanos

### Escravidão e trabalhadores estrangeiros
Um dos temas mais comentados desta copa foi os maus-tratos com os trabalhadores da obra. A HRW e a Confederação Sindical Internacional alegam que o sistema kafala deixa os trabalhadores migrantes vulneráveis ao abuso sistemático. Os trabalhadores não podem mudar de emprego ou até mesmo sair do país sem a permissão de seu empregador. Em novembro de 2013, a Anistia Internacional informou "exploração grave", incluindo dos trabalhadores que têm a assinar declarações falsas de que eles tinham recebido os seus salários, a fim de recuperar a sua passaportes. Depois de visitar um campo de trabalho, Sharan Burrows da CSI descreveu os trabalhadores como "basicamente escravos" e acrescentou que "Se em dois anos o [governo que organiza a Copa do Mundo de 2022] do [Catar] não rever seus fundamentos, ele mostra que não têm nenhum compromisso com os direitos humanos". O Comitê Supremo Catar 2022, disse: "Nosso compromisso é mudar as condições de trabalho, a fim de garantir um legado duradouro de maior bem-estar ao trabalhador. Estamos conscientes que isso não pode ser feito durante a noite... Mas a Copa do Mundo FIFA de 2022 está atuando como um catalisador para melhorias a este respeito".
O Embaixador do Nepal para o Catar, Maya Kumari Sharma, disse que o Catar havia se tornado "uma prisão aberta" para trabalhadores de sua terra natal. Um relatório de setembro de 2013 pelo The Guardian disse que um número de trabalhadores nepaleses têm enfrentado condições precárias como empresas de assistência de construção da de infra-estrutura de maneira forçada e fazendo que os trabalhadores da Copa do Mundo para ficarem negando-lhes os salários prometidos e retendo autorizações ID necessária para trabalhar, tornando-os estrangeiros ilegais. O The Guardian escreveu que na sua investigação tem-se "encontrado evidências que sugerem que milhares de nepaleses, que compõem o maior grupo de trabalhadores no Catar, a exploração e abusos que ascendem a escravidão moderna, tal como definido pela OIT, durante uma construção de binge pavimentando o caminho para 2022. "Os Nepaleses no Catar estão morrendo em uma taxa de um por dia". Um relatório de vídeo que acompanha o 'The Guardian artigos mostraram que os homens que vivem em campos de trabalho com condições insalubres e em ruínas. Os Trabalhadores disseram ao Guardian que foi prometido altos salários antes de vir para o Catar e em seguida, seus contratos foram destruídos após a sua chegada ao Catar. Alguns disseram que não tinham sido pagos em meses, mas as empresas de construção negou-lhes os seus IDs de trabalhadores ou passaportes, tornando-os presos. Trabalhadores falaram que pediram comida e posteriormente foram espancados. Eles poderiam tentar escapar, mas se forem pegos sem documentos, eles seriam presos.
Em 2021, a mexicana Paola Schietekat, que trabalhava no Comitê Organizador da Copa do Mundo do Catar, denunciou um abuso sexual que havia sofrido no país e foi condenada a sete anos de prisão e a 100 chicotadas, pois na legislação local, que se baseia na religião, existe essa punição para quem tem uma relação extraconjugal. Com ajuda do Comitê Supremo, a mexicana conseguiu sair do país.

### Homossexualidade
O estatuto da homossexualidade como ilegal no Catar atraiu a atenção da mídia. O presidente da FIFA , Joseph Blatter, disse inicialmente: "Eu diria que eles devem abster-se de qualquer atividade sexual"; mais tarde ele acrescentou que "nós [FIFA] não queremos qualquer tipo de discriminação. O que nós queremos fazer é abrir este jogo para todos, e para abri-lo a todas as culturas, e é isso que estamos fazendo para 2022."  Depois de relatos de que o Catar de fazer testes de triagem médica para "detectar" e proibir os homossexuais de entrar no país, o ativista LGBT Peter Tatchell disse que "FIFA agora não tem mais opção a não ser cancelar a Copa do Mundo no Catar."
Em 2021, o comitê organizador da Copa do Mundo de 2022, no Catar, garantiu que o país vai acolher o público LGBTQIA+, mas alertou que demonstrações públicas de carinho devem ser evitadas, pois o país ainda possui costumes ultrapassados, e que, muitas vezes violam os direitos humanos.

## Corrupção

### 2011
Em maio de 2011, denúncias de corrupção dentro da FIFA feita por altos funcionários levantou dúvidas sobre a legitimidade da Copa do Mundo a ser realizada no Catar. De acordo com o então vice-presidente Jack Warner, um email foi divulgado sobre a possibilidade de que 'compraram' a Copa do Mundo de 2022 do Catar através de suborno via Mohammed bin Hammam, que era presidente da Confederação Asiática de Futebol na época. Funcionários do Catar na equipe de candidatura para 2022 negaram qualquer irregularidade. A denunciante Phaedra Almajid alegou que vários funcionários africanos foram pagos com US $ 1,5 milhão pelo Catar.  Mais tarde, ela retratou suas alegações de suborno, afirmando que ela tinha fabricada los, a fim de vingar-se da equipe de candidatura do Catar para aliviar-la de seu trabalho com eles. Ela também negou ser colocado sob qualquer pressão para fazê-la retração. FIFA confirmou que recebeu um e-mail dela que declarou sua retração.

### 2014
Em março de 2014, foi descoberto que uma empresa ligada à campanha pagou um membro da comissão do Catar, Jack Warner e sua família quase US $ 2 milhões. O FBI está investigando Warner e suas alegadas ligações à proposta do Catar.
Em 1 de junho de 2014, o Sunday Times afirmou ter documentos obtidos, incluindo e-mails, cartas e transferências bancárias que, alegadamente, provaram que Bin Hammam tinha pago mais de 5 milhões de dólares para funcionários de Futebol para apoiar a candidatura do Catar. Bin Hamman e todos os acusados de aceitar subornos negaram as acusações.
Mais tarde, em Junho de 2014, o CEO da Catar Airways Akbar Al Baker deu uma entrevista à imprensa alemã em junho 2014 afirmando que as acusações estão sendo movidos pela inveja e desconfiança pelos partidos que não querem que a Copa do Mundo encenado no Catar, e que o país não está recebendo o respeito de que merece sediar a Copa do Mundo. Ele reiterou que o Emir do Catar estritamente pune e proíbe casos de corrupção e suborno com uma política de tolerância zero.